# Cteniza sauvagesi
Espèce
Synonymes
- Aranea sauvagii Rossi, 1788
- Mygale fodiens Walckenaer, 1826
- Aepycephalus brevidens Doleschall, 1871
- Cteniza brevidens (Doleschall, 1871)

Cteniza sauvagesi, la Cténize corse, est une espèce d'araignées mygalomorphes de la famille des Ctenizidae.

## Répartition

Aire de répartition approximative de Cteniza sauvagesi.

Cténiza sauvagesi se rencontre vers les côtes de la mer Tyrrhénienne.
Cette espèce se rencontre en Corse,,,, y compris dans les Îles Lavezzi et en Italie en Sardaigne,,,,, y compris sur l'île la Vacca, en Sicile, dans les îles Pontines, dans l'archipel toscan et sur la côte tyrrhénienne de l'Italie continentale, en Toscane, en Campanie et en Calabre.

## Habitat
Cteniza sauvagesi occupe des milieux ouverts présentant très peu de végétation au sol, frais et peu humides, comme les bords des chemins, les talus ou les murets.
Elle est présente du bord de mer jusqu’à 1000 m d'altitude dans les oliveraies, les forêts mixtes de chênes, de charmes et de frênes ainsi que dans le maquis.

## Description

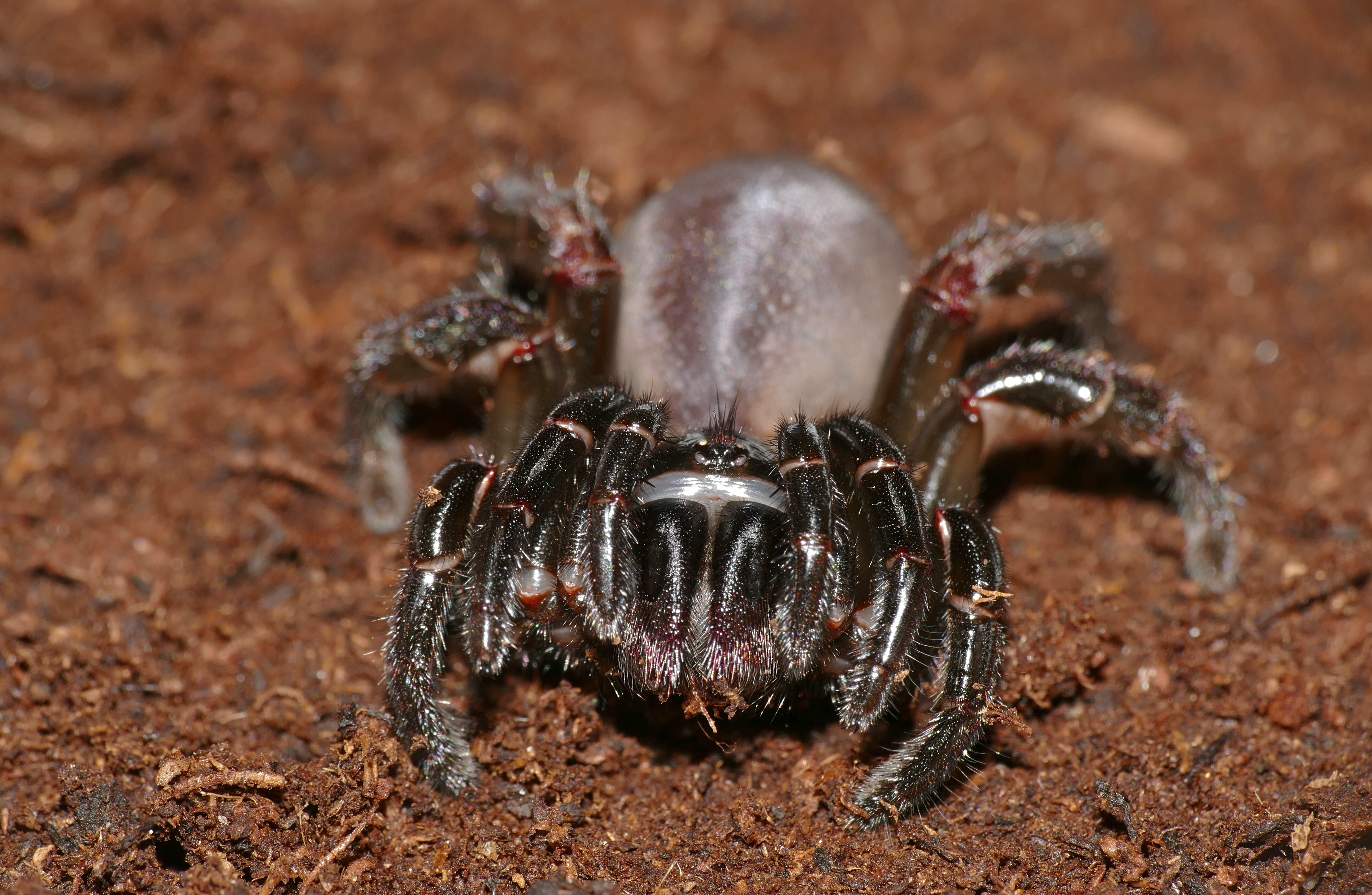
Cteniza sauvagesi (♀) de Corse en captivité

D'une taille de 20 à 38 mm environ pour un poids de 0,5 à 1,5 g, la Cténize corse est une mygale terricole de grande taille,, d'aspect massif et trapu renforcé chez la femelle par de courtes pattes très robustes,. Son corselet et ses membres, un peu velus,, sont brun,, à noir lisse assez brillant. Son abdomen est duveteux gris bleuâtre uniforme.
Le mâle décrit par Decae, Mammola, Rizzo et Isaia en 2019 mesure 15,8 mm et la femelle 28,8 mm, les mâles mesurent de 14,6 à 18,2 mm et les femelles de 17,2 à 27,8 mm.

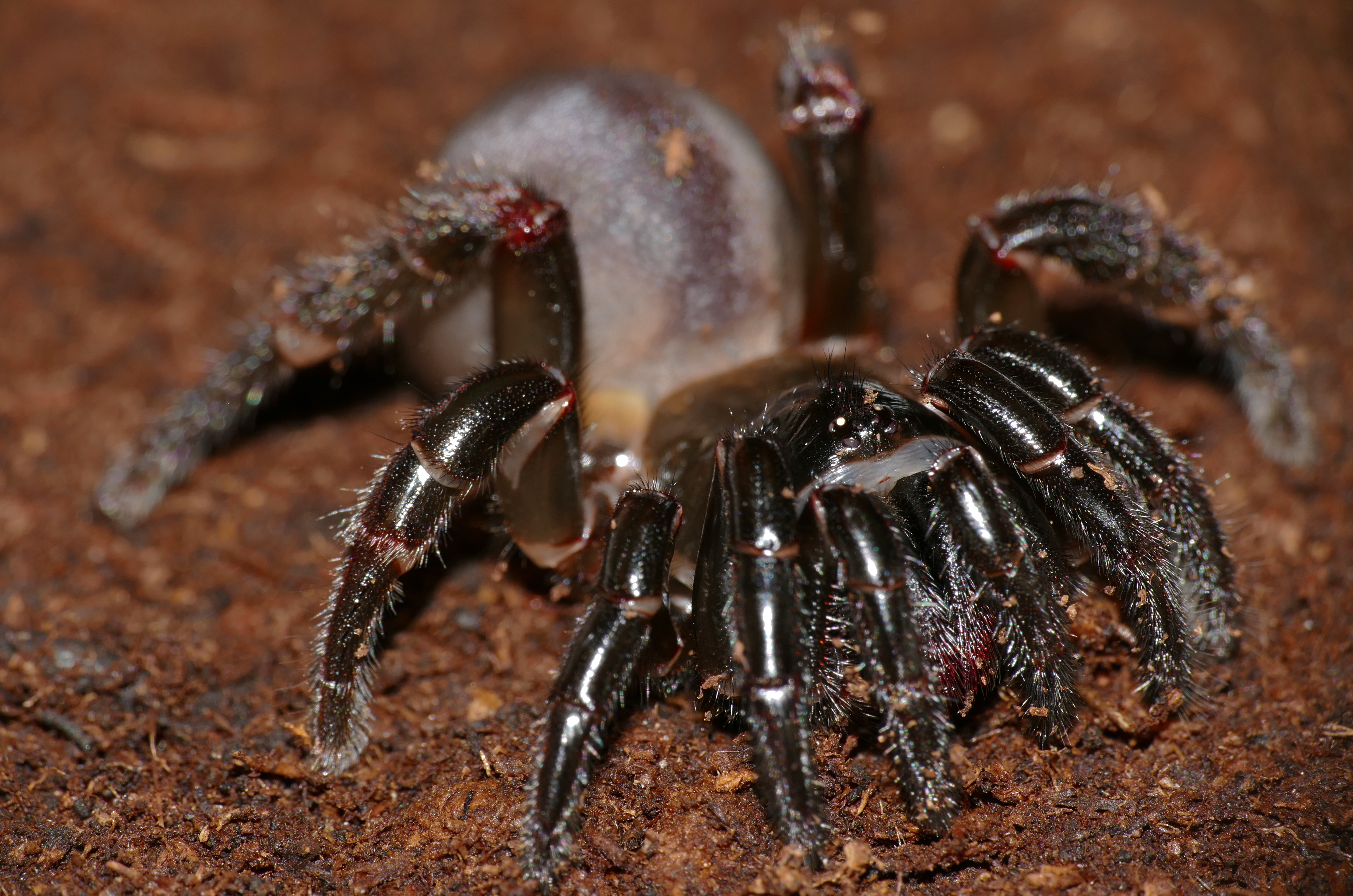
Cteniza sauvagesi (♀) de Corse en captivité

Le céphalothorax, de forme ovale et lisse, présente une fente médiane courbée vers l'avant (procurvée). La partie céphalique est très convexe et limitée en arrière par une strie profonde.

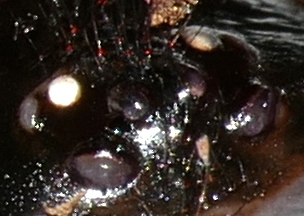
Les yeux de Cteniza sauvagesi.

Disposition des yeux de Cteniza sauvagesi,. 1. Œil médian antérieur 2. Œil médian postérieur 3. Œil latéral postérieur 4. Œil latéral antérieur.

Elle est dotée de huit yeux assez petits nettement hétérogènes, les deux médians antérieurs sont diurnes et arrondis, tous les autres sont nocturnes et plus ou moins ovales. Ils sont implantés groupés près du bord antérieur du corselet sur une éminence du bouclier dorsal, et sont assez espacés. Les yeux latéraux forment un trapèze (isocèle) avec pour plus petite base la ligne reliant les antérieurs. Les yeux postérieurs sont quasiment alignés. Les yeux médians antérieurs forment avec les latéraux une ligne plus ou moins courbée en arrière.
L'abdomen est assez gros, de forme ovale avec la partie postérieure plus large (obovale). L'anus possède deux filières extérieures allongées desquels sortent quatre fils,.
Les mâchoires sont cylindroïdes divergentes et la lèvre sternale est courte et obtuse. Les mandibules sont horizontales et les chélicères fléchis. L'extrémité de l'article basal des chélicères présente une protubérance interne dentée constituée d'une rangée de cinq à six pointes,, formant une espèce de râteau tranchant,, le rastellum. Les palpes sont munis de piquants,. Les pattes sont velues et se terminent par des griffes munies de piquants formant des peignes microscopiques, et d'une unique dent située à leur base,,. Seuls les tarses des quatre pattes antérieures sont garnis de piquants,.
Comme toutes les araignées du genre Cteniza, Cteniza sauvagesi possède deux paires de poumons, en feuillets situés sur la face ventrale des deuxième et troisième segments opisthosomals. L'emplacement des poumons est facilement reconnaissable à la cuticule de couleur claire qui les recouvre et qui contraste avec la couleur plus sombre de la face ventrale de l'abdomen. Les quatre cuticules sont totalement recouvertes de poils qui pourraient être sensitifs.

### Dimorphisme sexuel
Si cette espèce présente un léger dimorphisme sexuel pour ce qui concerne la taille, avec des mâles qui mesurent de 20 à 27 mm et des femelles de 25 à 38 mm,,, il est beaucoup plus important pour ce qui concerne la forme.
Le céphalothorax du mâle est plus large en arrière et plus rétréci en avant que celui de la femelle et la partie céphalique est beaucoup moins élevée et quasiment de niveau avec le thorax ce qui lui confère une forme plus élancée. Comme chez la femelle, la cuticule est noire et glabre mais moins lisse, surtout dans la partie thoracique où elle est granuleuse.
Les pattes sont notablement plus grêles et plus longues chez le mâle et pourvues de scopules tarsales absents chez la femelle ; cette dernière particularité est un caractère distinctif de la famille Ctenizidae.

## Espèces similaires
Cteniza moggridgei est très similaire à Cteniza sauvagesi mais la première est uniquement présente sur le continent dans la région des Alpes maritimes. La divergence entre Cteniza sauvagesi et Cteniza moggridgei semble avoir eu lieu il y a 30 Ma lors de la désintégration initiale de la ceinture hercynienne, c'est-à-dire lors du détachement du continent de la Corse et de la Sardaigne et de l'ouverture du golfe du Lion.
Amblyocarenum nuragicus, espèce d'araignée mygalomorphe de la famille des Cyrtaucheniidae endémique de Sardaigne, est également très similaire à Cteniza sauvagesi. Les deux espèces présentes en Sardaigne peuvent être distinguées par le nombre de fils sortant de chacune des deux filières, un seul fil chez Amblyocarenum, deux chez Cteniza.

## Écologie et comportement

### Comportement

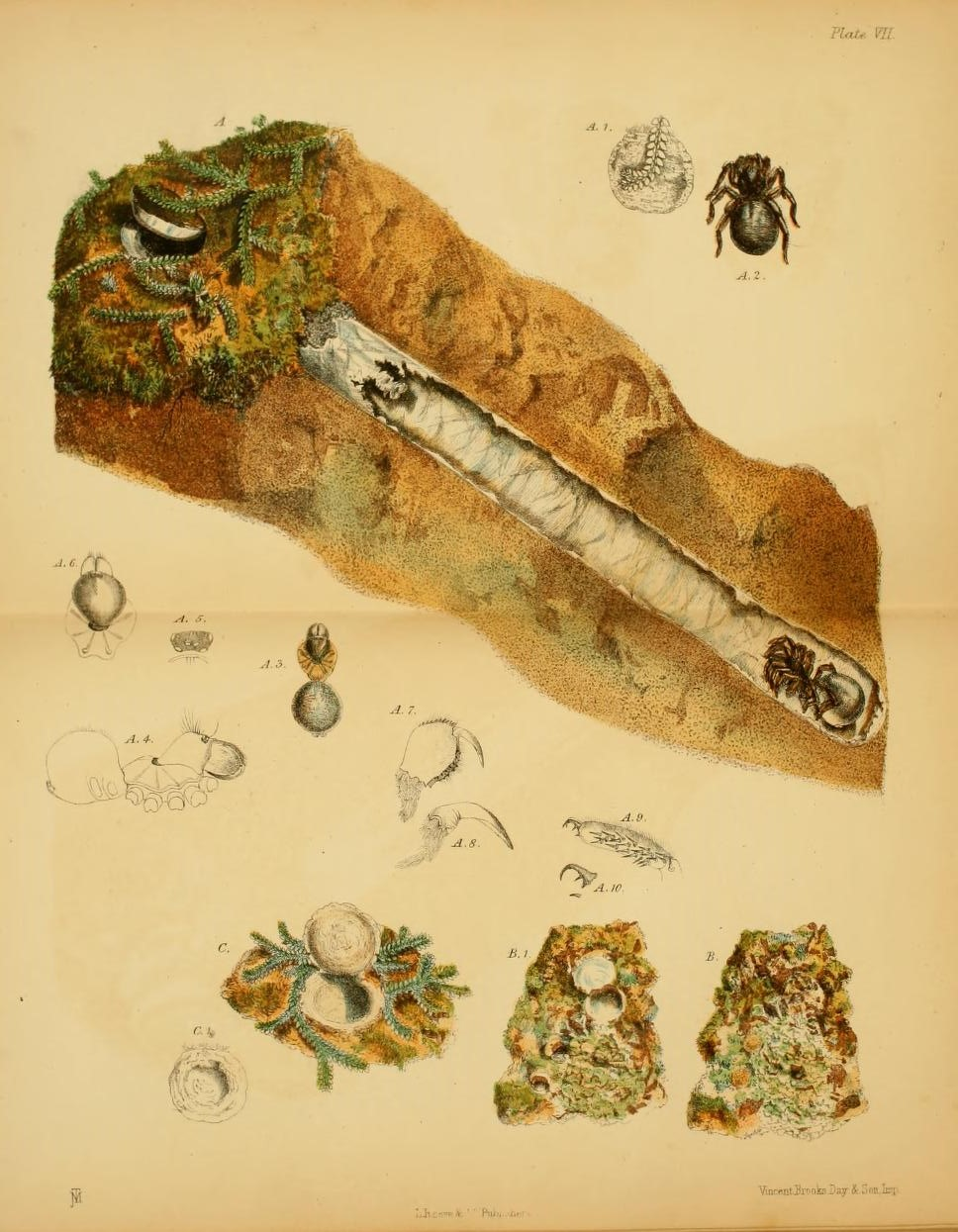
Terrier de Cteniza sauvagesi par Moggridge, 1873.

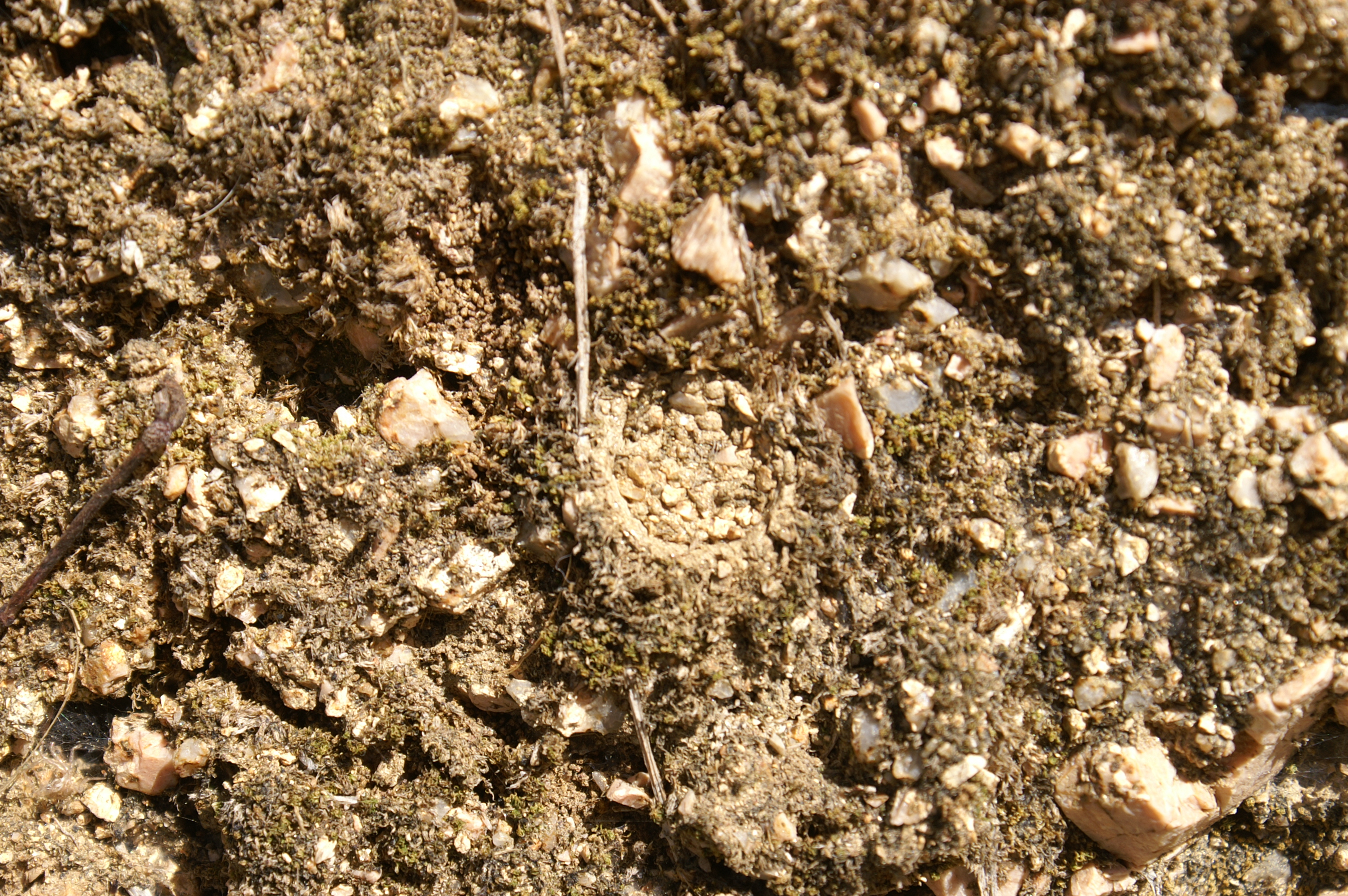
Clapet de terrier de Cteniza Sauvagesi 15 mm (Corse)

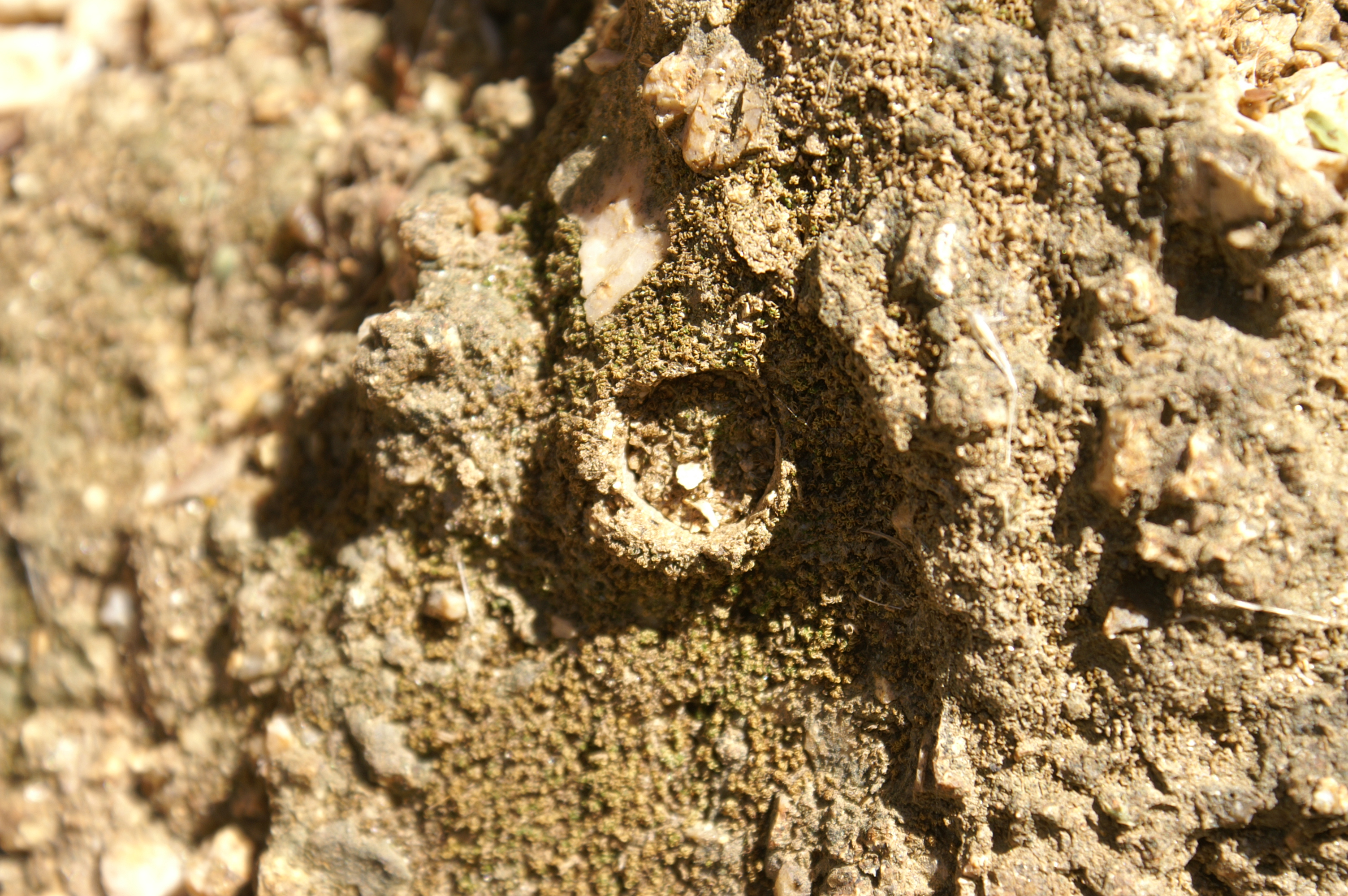
Clapet de terrier de Cteniza Sauvagesi 10 mm (Corse)

Les femelles Cteniza sauvagesi excavent, à l'aide de leurs rastellum et de leurs pattes munies de peignes,, un terrier tubulaire de plusieurs dizaines de centimètres de profondeur,,  rectiligne sur les deux tiers puis légèrement incliné vers son extrémité inférieure, dans lequel elles passent la majeure partie de leur existence. Ce terrier, de section quasi circulaire et sans ramifications, fermé par un clapet assez épais, (de l'ordre de 5 à 7 mm), taillé en biseau sur le bord, est entièrement enduit d'un mélange de soie et de terre vraisemblablement étanche. La toile placée au contact du terrain est assez épaisse, elle est plus fine, couleur blanc satiné, et parfaitement lisse sur la paroi intérieure du terrier. Le clapet, qui permet de fermer hermétiquement le terrier, est constitué du même mélange et est attaché à la partie supérieure de l'orifice par une charnière droite. De forme tronconique, Il est en fait formé de plus de trente couches alternées de terre rejetée pendant le forage du terrier et de toile. Les couches de toile rentrent dans le mur dans la partie haute formant la charnière dont la résistance est ainsi proportionnée au poids du clapet qui présente la particularité de se refermer sous son propre poids,. Il est crépi de terre à l'extérieur et peut être recouvert de mousse, de lichen ou de débris de végétaux ce qui constitue un parfait camouflage,. La face intérieure présente du côté opposé à la charnière une série d'une trentaine de petits trous disposés en demi-cercle qui permettent à Cteniza sauvagesi d'accrocher ses griffes pour empêcher l'ouverture du clapet. La Cténize corse choisit pour creuser son terrier des terrains friables, plutôt schisteux de couleur gris-jaune, assez pentus comme les talus probablement pour éviter sa submersion éventuelle,.

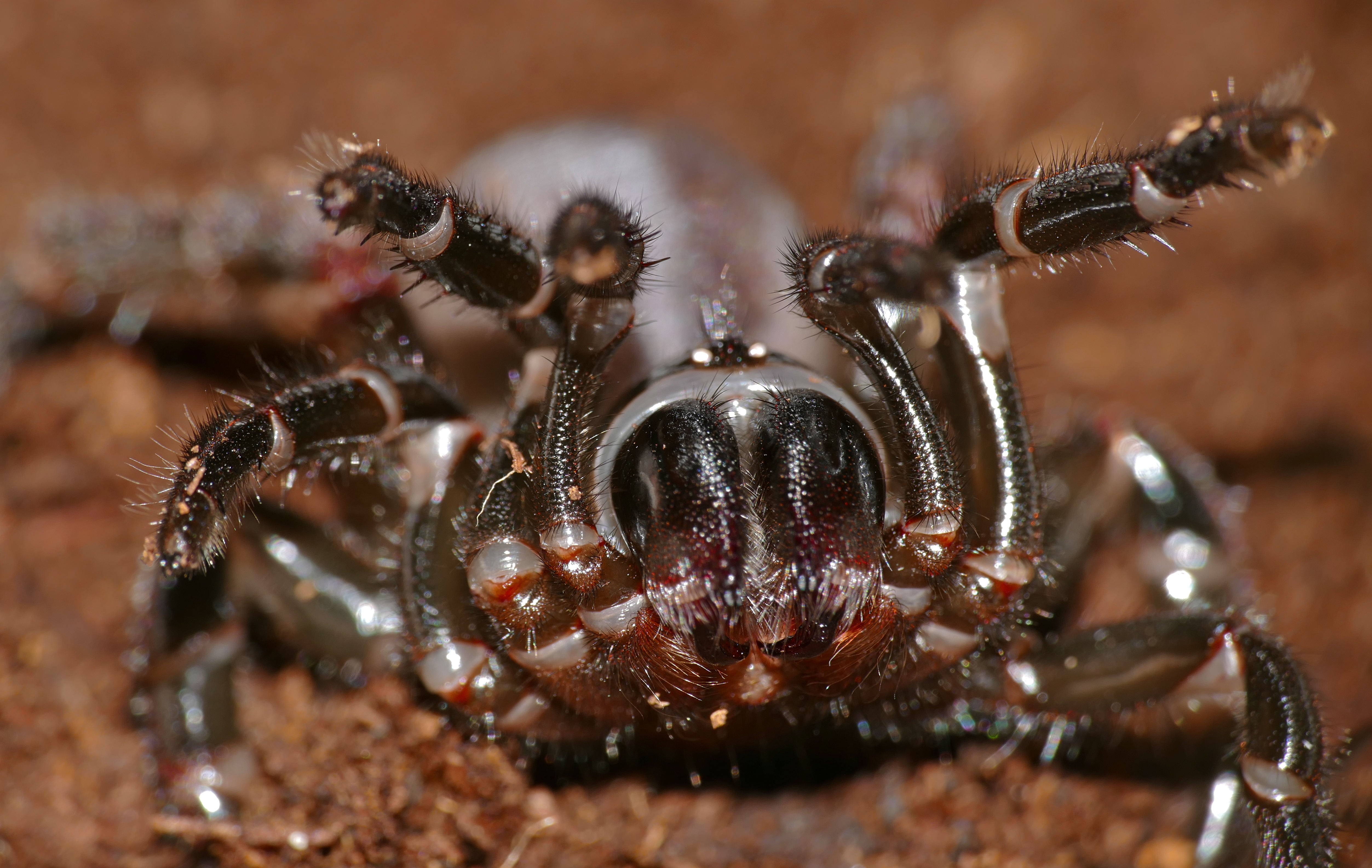
Cteniza sauvagesi (♀) de Corse en captivité

Si l'on tente d'ouvrir le clapet de son terrier, Cteniza sauvagesi le retient très fermement avec ses pattes. Bien que cette araignée ne soit pas particulièrement agressive, elle prend une position d'intimidation en soulevant ses pattes avant et en présentant ses chélicères lorsqu'elle se sent menacée. Sa morsure n'est pas particulièrement dangereuse pour l'Homme, son venin étant considéré comme peu actif, mais elle est douloureuse. Cette espèce est lente et peu agile et les cas de blessures infligées à l'Homme sont très rares.

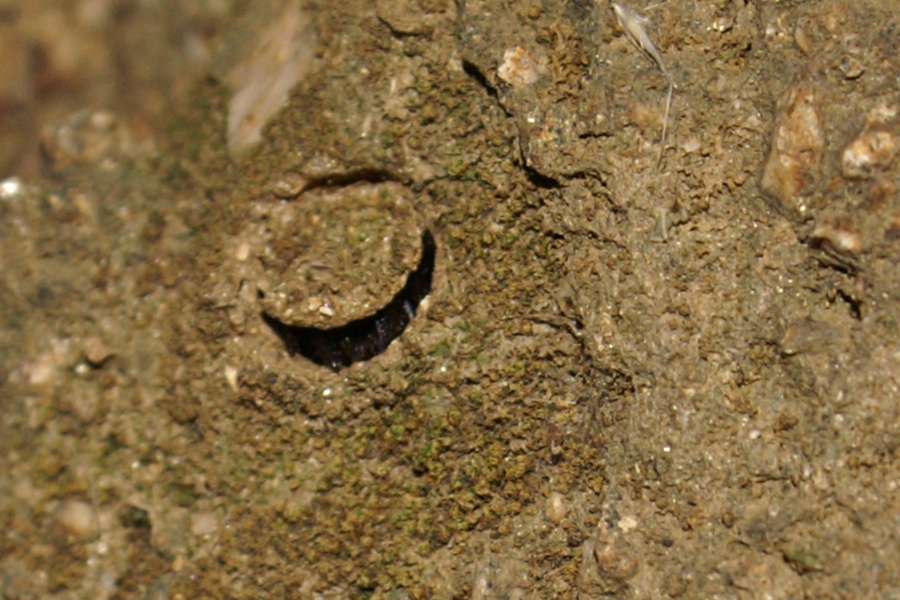
Cteniza sauvagesi (♀) à l'affût (Corse)

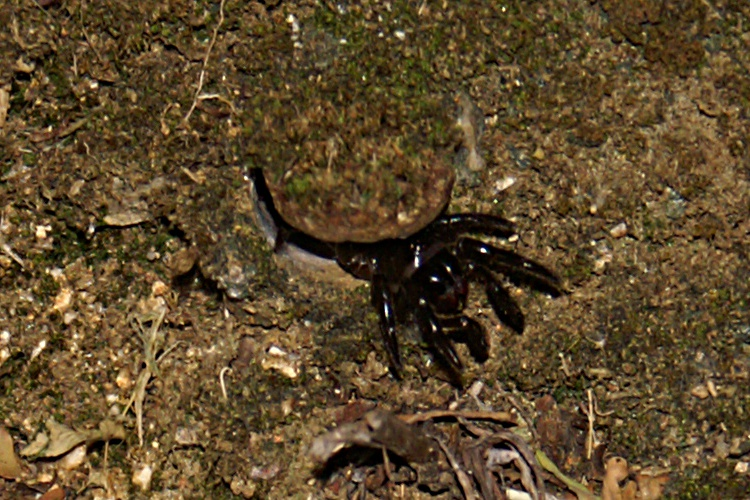
Cteniza sauvagesi (♀) sortant de son terrier (Corse)

La Cténize corse est un animal nocturne qui chasse à l’affût. Elle soulève légèrement le couvercle de son terrier et se précipite sur les proies qui passent à portée et dont elle a détecté les vibrations. Il semble que Cteniza sauvagesi garde toujours contact avec l'entrée de son terrier par l'une de ses pattes. La proie est saisie à l'aide des chélicères et rapportée dans le terrier où elle est consommée.
En général, les terriers sont rassemblés en nombre à proximité les uns des autres, et peuvent être contigus. Les femelles sont nombreuses et les mâles assez rares. Les mâles ne semblent pas capables de creuser de terrier et se rencontrent sous les pierres,.

### Alimentation
Cteniza sauvagesi se nourrit d'invertébrés terrestres actifs la nuit comme les coléoptères et les isopodes du genre Armadillidium ou encore, de manière plus surprenante, de limaces du genre Milax.

### Cycle de vie et reproduction
Les femelles, qui peuvent muer après avoir atteint la maturité sexuelle, ont une longévité qui peut atteindre une dizaine d'années alors que les mâles ne sont présents qu'à la période de reproduction, de la fin de l'automne au début de l'hiver. En automne, les mâles quittent les terriers maternels pour se consacrer à la recherche de femelles. Lorsqu'un mâle trouve un terrier, il se rapproche du clapet en tapotant rythmiquement sur le sol avec ses pattes en augmentant la fréquence au fur et à mesure qu'il se rapproche de l'ouverture. Arrivé au seuil du clapet, poursuivant son tapotage, il commence à gratter le sol avec ses pédipalpes (organes reproducteurs des mâles). Si dans un délai de vingt minutes la femelle ne montre pas d'intérêt pour l'auteur du tapotage, celui-ci ira tenter sa chance ailleurs. Dans le cas contraire, la femelle réceptive ouvre progressivement le clapet et le mâle tout en maintenant le clapet ouvert avec ses pattes avant glisse ses pédipalpes sous la femelle pour la féconder. Pendant l'accouplement, la femelle ne montre aucune agressivité envers le mâle qui s'empressera, la fécondation achevée, de rechercher une autre femelle. Bien que la fécondation ait lieu en début d'hiver, les œufs ne sont pondus qu'au printemps dans un cocon à l'intérieur du terrier. Les centaines de jeunes araignées vivent avec leur mère plusieurs semaines avant de se disperser,.

### Prédateurs
On compte parmi les prédateurs de Cteniza sauvagesi, les fourmis ainsi que le scorpion à queue jaune, Euscorpius flavicaudis. Certaines guêpes de la famille des Pompilidae, comme Entomobora plicata, peuvent s'attaquer à Cteniza sauvagesi dans le but de pondre sur son abdomen et de permettre ainsi à leur larve de se développer, en sécurité dans son terrier, en se nourrissant de l’araignée.

## Systématique et taxinomie
La Cténize corse, Cteniza sauvagesi, a été décrite sous le protonyme Arenea sauvagii  par Pietro Rossi en 1788. Le nom est corrigé en Aranea sauvagesii par Latreille en 1799. L'espèce est déplacée dans le genre Mygale par Latreille en 1804 puis dans le genre Cteniza par Ausserer en 1871.
L'espèce Mygale fodiens est déplacée dans le genre Nemesia par Carruccio en 1871 puis dans le genre Cteniza par Octavius Pickard-Cambridge en 1873 avant d'être placée en synonymie avec Cteniza sauvagesi par Eugène Simon en 1873.
L'espèce Cteniza brevidens a été placée en synonymie avec Cteniza sauvagesi par Decae, Mammola, Rizzo et Isaia en 2019.

## Étymologie
Cette espèce est nommée en l'honneur de l'Abbé Pierre Augustin Boissier de Sauvages qui avait rapporté le comportement d'une araignée dite maçonne ou mineuse assez semblable et observée à proximité de Montpellier, Nemesia caementaria.

## Publication originale
- (it) Rossi, « Osservazioni insettologiche », Memorie di Matematica e Fisica della Società Italiana, 1788, vol. 4, p. 122-149.

### Note
1. ↑  Une photographie présentée sur le blog du naturaliste Norbert Verneau (lien) semble étayer le fait que le scorpion à queue jaune est un prédateur de Cteniza sauvagesi, cependant il semble difficile de trouver une autre référence qui corrobore cette information.